# Statens försvarshistoriska museer
Statens försvarshistoriska museer (SFHM) är en statlig förvaltningsmyndighet, som sorterar under Kulturdepartementet. 
Statens försvarshistoriska museer har till uppgift att främja kunskapen om det svenska försvaret genom tiderna och om försvarets roll i samhällsutvecklingen. I myndigheten ingår Armémuseum och Flygvapenmuseum samt Försvarets traditionsnämnd. Myndighetens ledning och stab har sitt säte i Stockholm och är samlokaliserade med Armémuseum.  
Myndigheten har även fått uppgiften att årligen fördela bidrag till försvarshistoriska museer i Sverige. Av anslagsposten ska minst 22 500 000 kronor användas för bidragsgivning enligt förordningen (2013:1007) om statsbidrag till försvarshistoriska museiverksamheter samt till kostnader vid Statens försvarshistoriska museer som är förenade med upprätthållande av dessa verksamheter.

## Historik
Myndigheten Statens försvarshistoriska museer bildades 1976, då Armémuseum i Stockholm och Marinmuseum i Karlskrona fördes samman. Påföljande år tillfördes det nyorganiserade Flygvapenmuseum i Malmslätt och år 1992 även Försvarets traditionsnämnd, som är ett rådgivande organ för försvarsmaktens traditioner och heraldik. Den senaste förändringen i myndighetens organisation genomfördes 2019 med hopslagning av kansli för museinätverket Sveriges militärhistoriska arv och stabsfunktion.
Statens försvarshistoriska museer var ursprungligen en så kallad "huvudprogram 5-myndighet" under överbefälhavaren,  men 1992 lades den direkt under försvarsdepartementet. År 1996 överfördes den till kulturdepartementet. År 1997 flyttades Marinmuseum över till myndigheten Statens sjöhistoriska museer, vilken senare bytte namn till Statens maritima museer. 

### Överintendenter
- Bengt M. Holmquist 1985–1994
- Leif Törnquist 1994–2003
- Christina von Arbin 2003–2007
- Staffan Bengtsson 2008–2017
- Magnus Hagberg 2017–2021
- Helene Rånlund 2022– (tidigare vikarierande sedan 2021)

## Försvarets traditionsnämnd
Försvarets traditionsnämnd ska fullgöra de uppgifter inom myndigheten som rör militära traditioner. I nämnden ingår två ledamöter som utses av Sveriges försvarshistoriska museer, tre ledamöter som utses av försvarsmakten, en ledamot som utses av Statens maritima museer samt statsheraldikern vid Riksarkivet.